# Itoplectis tabatai
Itoplectis tabatai är en stekelart som först beskrevs av Tohru Uchida 1930.  Itoplectis tabatai ingår i släktet Itoplectis och familjen brokparasitsteklar. Inga underarter finns listade i Catalogue of Life.